# Mônaco nos Jogos Olímpicos de Inverno de 1992
Mônaco competiu nos Jogos Olímpicos de Inverno de 1992 em Albertville, França.